# فالق شرق الأناضول
فالق شرق الأناضول أو (صدع شرق الأناضول) هو منطقة صدع انزلاقي رئيسي من نوع (فالق ذو الحركة الأفقية) يمتد من شرق إلى جنوب وسط تركيا. ويشكل الحدود التكتونية من نوع الفالق التحويلي بين الصفيحة الأناضولية والصفيحة العربية المتحركة شمالًا. يظهر الاختلاف في الحركات النسبية للصفيحتين في الحركة الجانبية اليسرى على طول الفالق. يستوعب فالقي شرق وشمال الأناضول معًا الحركة باتجاه الغرب لصفيحة الأناضول حيث تُضغط من خلال الاصطدام المستمر بالصفيحة الأوراسية.
يمتد فالق شرق الأناضول باتجاه الشمال الشرقي، بدءًا من تقاطع مرعش الثلاثي عند الطرف الشمالي لصدع البحر الميت، وينتهي عند تقاطع كارليوفا الثلاثي حيث يلتقي مع فالق شمال الأناضول.

## النشاط الزلزالي

زلزالا تركيا وسوريا 2023 مع المنطقة التكتونية والمدن الرئيسية المتضررة

حدثت سلسلة من الزلازل منذ عام 1939 إلى عام 1999 متحركًا غربًا على طول فالق شمال الأناضول. ولكن منذ عام 1998 حدثت سلسلة من الزلازل على فالق شرق الأناضول. أول هذه الزلازل هو زلزال أضنة جيحان عام 1998، زلزال بينكل عام 2003 [الإنجليزية] وزلزال معمورة العزيز 2010  ومؤخرًا زلزالي تركيا وسوريا 2023.

## روابط خارجية
- 1 أيار (مايو) 2003 تقرير بِنغل (تركيا) الأولي للزلزال (تحديث في 13 أيار (مايو) 2003)